# Upupa antaios
La abubilla de Santa Helena o abubilla gigante (Upupa antaios) es una especie extinta de abubilla (familia Upupidae), conocida exclusivamente a partir de un esqueleto subfósil incompleto. Era mucho más grande que sus parientes europeos y africanos, y era incapaz de volar. Fue endémica de la isla Santa Elena en el océano Atlántico Sur.
El primer análisis de esta especie se publicó en 1963 por el zoólogo británico Philip Ashmole, que descubrió el húmero izquierdo, significativamente diferente al de los demás Upupidae, en los sedimentos Dry Gut en el este de Santa Elena. En 1975, el paleontólogo Storrs L. Olson, describió nuevo material recolectado en Prosperous Bay: un esqueleto incompleto, con parte del cráneo, alguna falange, alguna vértebra, dos coracoides y un fémur izquierdo, entre otros restos, con los que definió la nueva especie.
Como todas las abubillas conocidas son insectívoras, que se alimentan principalmente de insectos grandes, la abubilla gigante pudo haber sido un depredador de la tijereta gigante de Santa Helena (Labidura herculeana), un insecto que no ha sido visto con vida desde 1967.
Se cree que se extinguió poco después de que Santa Elena fuese descubierta y colonizada en 1502, debido a una combinación de la destrucción del hábitat y la introducción de depredadores como ratas negras, y los gatos domésticos.